# Horné Štitáre
Horné Štitáre este o comună slovacă, aflată în districtul Topoľčany din regiunea Nitra. Localitatea se află la altitudinea de 194 m deasupra n.m., se întinde pe o suprafață de 5,68 km2 și în 2017 număra 541 de locuitori.

## Istoric
Localitatea Horné Štitáre este atestată documentar din 1246.

## Demografie
| An:                | 1994 | 2004   | 2014    | 2024    |
| ------------------ | ---- | ------ | ------- | ------- |
| Număr de persoane: | 456  | 452    | 506     | 654     |
| Diferență:         |      | −0,87% | +11,94% | +29,24% |

| An:                | 2023 | 2024   |
| ------------------ | ---- | ------ |
| Număr de persoane: | 676  | 654    |
| Diferență:         |      | −3,25% |